# Alrik Lundberg
Jakob Alrik Lundberg, född 20 februari 1867, död 19 mars 1936, var en svensk blindfilantrop.
Lundberg blev blind vid elva års ålder, och ägnade sig därefter åt förbättrandet av de blindas ekonomiska och sociala ställning. Han var från 1902 ordförande i De blindas förening, ledamot av direktionen för Tomtebodainstitutet från 1907 och ordförande i centralkommittén för De blindas dag från 1922. Lundberg representerade Sverige vid ett flertal internationella blindkongresser.